# Mutasarrifat de Mont Líban
El mutassarrifat de Mont Líban (àrab: متصرفية جبل لبنان, mutaṣarrifiyyat Jabal Lubnān; turc: Cebel-i Lübnan Mutasarrıflığı) fou una subdivisió de l'Imperi Otomà creada després de les reformes del Tanzimat. Després de 1861 va existir un territori autònom al Mont Líban, amb un mutassàrrif (literalment «plenipotenciari») cristià al front, que fou creat sota pressió europea, com a pàtria pels maronites, després de les massacres de 1860.

## Història

### Antecedents
Quan l'Imperi Otomà va començar a declinar, l'estructura administrativa va estar sota pressió. Després de conflictes i lluites entre els maronites i els drusos, els representants de les potències europees van proposar al sultà Abdülmecid I que el Líban fos dividit en dues seccions, una cristiana i una drusa. La Sublime Porte finalment, va ser obligat a abandonar els seus plans per un govern directe del Líban, i el 7 de desembre de 1842, el sultà va adoptar la proposta del príncep Metternich i va demanar a Assad Pasha, el governador de Beirut, de dividir el Mont Líban, en dos districtes: el districte nord sota un caimacam cristià, i el districte del sud sota un caimacan drus, ambdós escollits entre els líders tribals. Tots dos oficials dependrien del governador de Sidon, que residia a Beirut.

### Guerra civil de 1860
El 22 de maig de 1860, un petit grup de maronites va disparar a un grup de drusos a l'entrada a Beirut, matant-ne un i ferint-ne un altre. Això va provocar un torrent de violència que es va estendre a través del Líban. En només tres dies, del 29 al 31 de maig, uns 60 pobles van ser destruïts en les proximitats de Beirut. 33 cristians i 48 drusos van ser assassinats. El mes de juny els disturbis s'havien estès a les "poblacions mixtes" del sud del Líban i de l'Antilíban i cap a Sidó, Hasbaya, Rashaya, Deir al-Qamar, i Zahle. Els pagesos drusos van assetjar els monestirs catòlics i les missions, els van calar foc i van matar-ne els monjos. França va intervenir en favor de la població local cristiana i Gran Bretanya, en favor dels drusos, després d'unes matances en què més de deu mil cristians van ser assassinats.

### Creació del Mutasarrifat
El 5 de setembre de 1860, una comissió internacional composta de França, Gran Bretanya, Àustria, Prússia, Rússia i l'Imperi Otomà es va reunir per investigar les causes dels fets de 1860 i recomanar un nou sistema administratiu i judicial per al Líban que evités la repetició d'aquest tipus d'esdeveniments. El 1861 pel "Règlement Organique", el Mont Líban va ser provisionalment separat de l'eyalat de Damasc i es van reunir sota un governador anomenat mutasarrif (governador) designat pel sultà otomà (i que no podia ser libanès però havia de ser cristià), amb l'aprovació de les potències europees. El Mont Líban es va convertir en un mutassarrifat semiautònom. El setembre del 1864, l'estatut es va convertir en permanent. El mutassarrif va ser assistit per un consell administratiu de dotze membres de les diferents comunitats religioses en el Líban. Cada un dels sis grups religiosos que habitaven al Líban (maronites, drusos, sunnites, xiïtes, ortodoxos grecs i melquites) elegien dos membres del consell.
Aquest sistema de mutassarrifat va durar des de 1861 fins a 1918, encara que va ser de facto suprimit per Djemal Pasha (un dels "tres paixàs" del lideratge otomà de la primera Guerra Mundial) el 1915, després de la qual va nomenar el seu propi govern.

### Denominació
Els membres de la comissió internacional van buscar molts noms per a la nova divisió administrativa i el seu governador. Molts títols es van considerar; Emir (أمير) va ser ràpidament rebutjat perquè era ofensiu per a la Porta Otomana (Emir era un títol del sultà otomà) i era una reminiscència del sistema d'Emirats que els otomans van lluitar per abolir. Vali (والي) també va caure de la consideració perquè els membres de la comissió volia fer evident la importància de la classificació del nou títol, que era superior que el de governador otomà dels vilayets generals; "Governador" (حاكم) també es va abandonar perquè van pensar que el títol era molt comú i generalitzat. La comissió també va rumiar sobre el títol de "President" (رئيس جمهورية), però la denominació no va ser aprovada pel govern otomà. Després de dues setmanes de deliberació, el terme francès plénipotentiaire va ser acordat i la seva traducció turca, mutasarrıf, va ser adoptada com a nou títol de governador i de la divisió, que es va denominar en àrab com la mutasarrifiyah del Mont Líban.

## Llista de mutasarrıfs
Vuit mutasarrıfs van ser nomenats i van governar segons les regulacions bàsiques del mutassarrifat que es va emetre l'any 1861, modificada a continuació per la reforma de 1864. Aquests van ser:
| Període   | Nom            | Nom de naixement        | Confessió / Religió     | Notes                                                                     |
| --------- | -------------- | ----------------------- | ----------------------- | ------------------------------------------------------------------------- |
| 1861-1868 | Davud Pasha    | Garabet Artin Davoudian | Armeni Catòlic          | Armeni otomà d'Istanbul                                                   |
| 1868-1873 | Franko Pasha   | Nasri Franco Coussa     | Grec Catòlic (Melquita) | Sirià d'Alep                                                              |
| 1873-1883 | Rüstem Pasha   | Rüstem Mariani          | Catòlic Romà            | Italià de Florència, naturalitzat ciutadà otomà                           |
| 1883-1892 | Wassa Pasha    | Pashko Vasa Shkodrani   | Albanès Catòlic         | Albanès de Shkodër                                                        |
| 1892-1902 | Naoum Pasha    | Naum Coussa             | Grec Catòlic (Melquita) | Sirià, fillastre del segon mutassarrif Nasri Franco Coussa (Franko Pasha) |
| 1902-1907 | Muzaffer Pasha | Ladislas Czaykowski     | Catòlic Romà            | Polonès                                                                   |
| 1907-1912 | Yusuf Pasha    | Youssef Coussa          | Grec Catòlic (Melquita) | Sírià, fill del segon mutassarrif Nasri Franco Coussa (Franko Pasha)      |
| 1912-1915 | Ohannes Pasha  | Ohannes Kouyoumdjian    | Armeni Catòlic          | Armeni otomà                                                              |

### Llista de Governants
Quan va esclatar la Primera Guerra Mundial el 1914, Djemal Pasha no va tardar en ocupar militarment el Mont Líban i revocar el sistema de mutasarrifat. Va nomenar al mutasarrıfs durant aquest període que foren simples governadors a les seves ordres. Els governants van ser: 
- - 30 Sep 1918 Mümtaz Bey 30 Sep 1918 - 7 Oct 1918 Ömer al-Dauk
- Ali Münif Bey (després Ali Münif Yeğenağa) 1915-1916
- Ismail Bey (després Ismail Haqqi) 1916-1918
- Mümtaz Bey, 1918[13]
- Ömer al-Dauk, 1918

El 7 d'octubre els francesos van desembarcar a Beirut i van ocupar Mont Liban que va romandre sota ocupació fins que fou creat l'estat de Grand Líban amb el Mont Líban, Trípoli de Síria, Sidó, Tir, el sud del modern Líban i la vall de la Bekaa, sota mandat francès. Els governadors militars del Mont Líban sota ocupació francesa foren:
- 7 d'octubre de 1918 - 19 de novembre de 1918 Marie Antoine Philpin de Piépape
- 19 de novembre de 1918 - 21 de novembre de 1919 Jules Camille Hamelin
- 21 de novembre de 1919 - 1 de setembre de 1920 François Georges Barb

## Dades demogràfiques
La població total l'any 1895 es va valorar en 399.530, amb 80.234 (20.1%) musulmans i 319.296 (79.9%) cristians. En 1913, el total de la població, es va valorar en 414.747, amb 85,232 (un 20,6%) musulmans i 329.482 (79.4%) els cristians.

### Censos de 1895 i 1913
Font:
| Religió                                      | 1895    | %    | 1913    | %    |
| -------------------------------------------- | ------- | ---- | ------- | ---- |
| Sunnita                                      | 13.576  | 3.5  | 14,529  | 3.6  |
| Xiïta                                        | 16.846  | 4.3  | 23,413  | 5.5  |
| Drusa                                        | 49.812  | 12.5 | 47,290  | 11.3 |
| Maronita                                     | 229.680 | 57,5 | 242,308 | 58,3 |
| Melquita                                     | 34.472  | 8.5  | 31,936  | 7.7  |
| Ortodoxa Grega                               | 54.208  | 13.5 | 52,536  | 12.8 |
| Altres Cristians (principalment protestants) | 936     | 0.3  | 2,882   | 0.7  |
| Població Total                               | 399.530 | 100  | 414.747 | 100  |

## Galeria

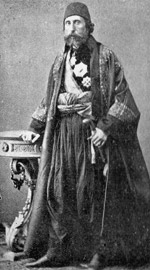
Davud Pasha, primer mutasarrıf des del 1861 fins a 1868.
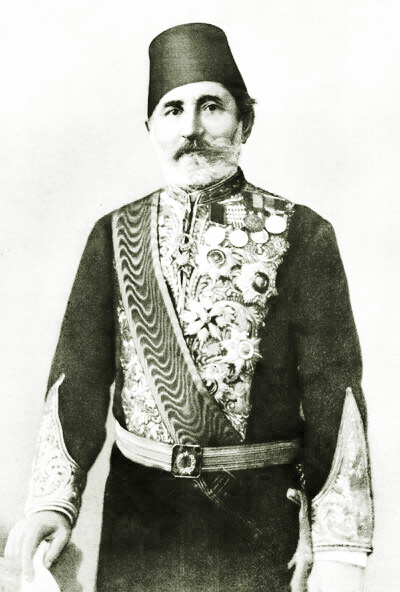
Pashko Vasa, també conegut com Wassa Pasha, mutasarrıf de 1883 a 1892.
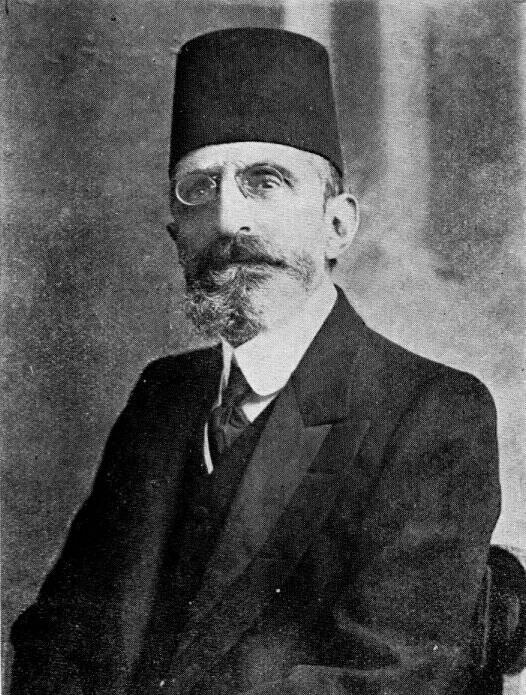
Ohannes Pasha Kouyoumdjian, mutasarrıf des de 1912 fins a 1915.
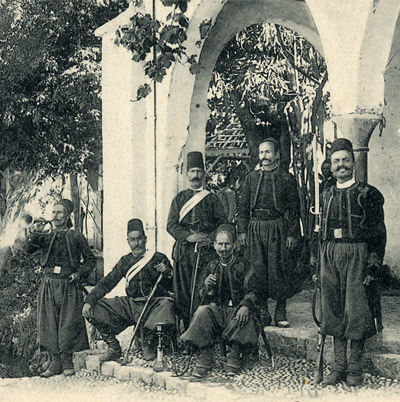
Soldats libanesos durant el període del Mutasarrifat de Mont Líban
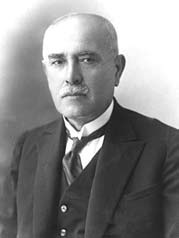
Ali Münif Bey, governador del Mont Líban durant la primera Guerra Mundial.

## Mapes

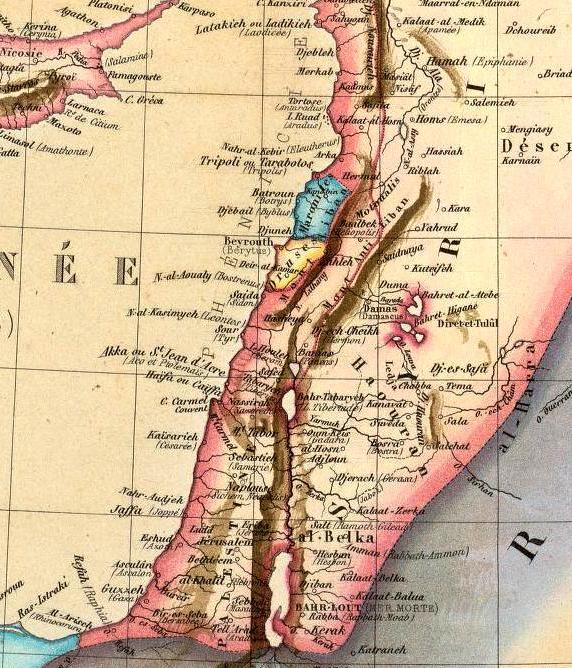
Mapa de 1862
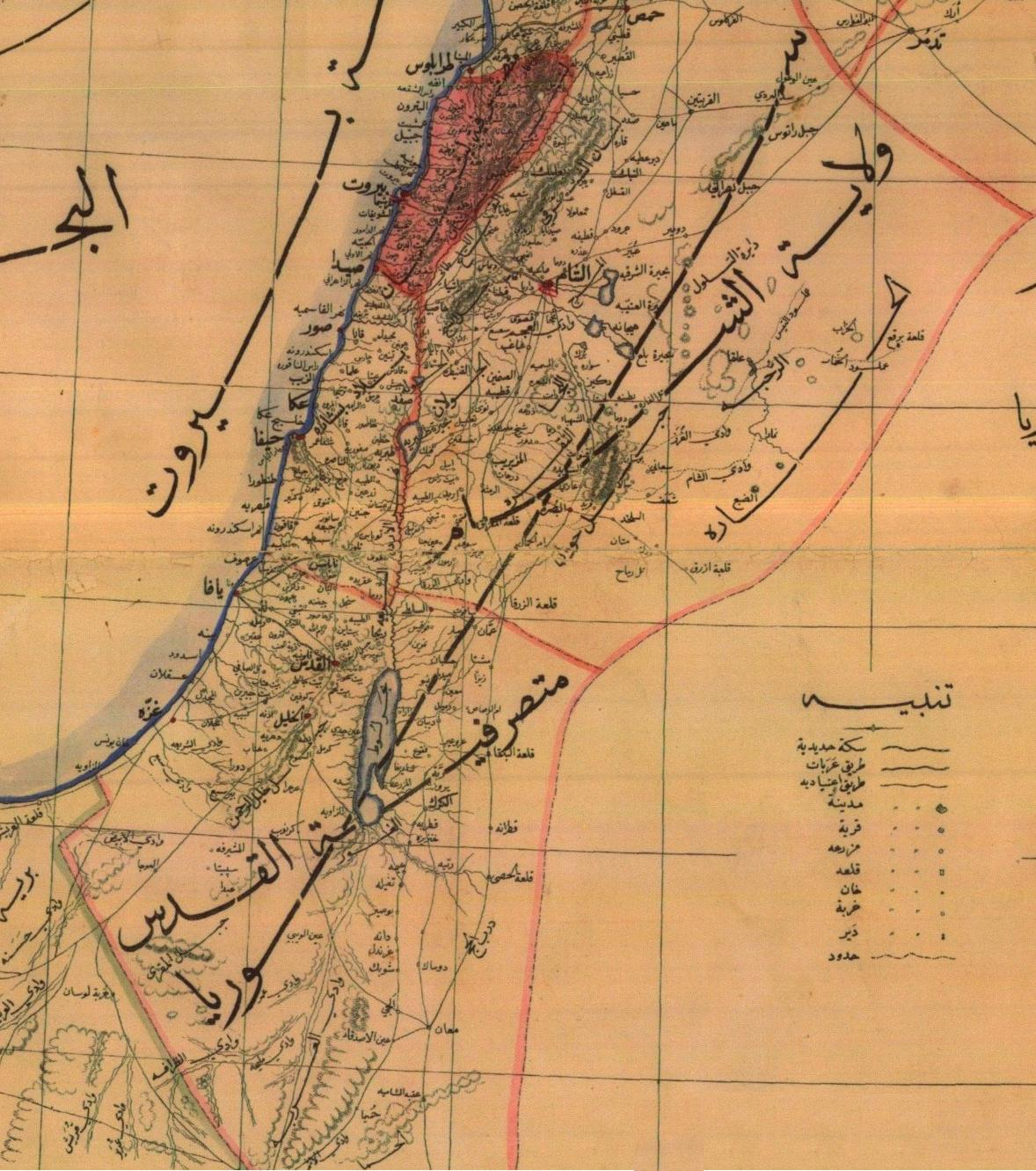
Mapa de 1893
Mapa de 1907